# Филиппов, Артём Евгеньевич
Артём Евгеньевич Филиппов (17 июля 1997, Барнаул) — российский футболист, полузащитник клуба «Салют».

## Биография
Воспитанник Академии «Чертаново». В московской команде начал свою взрослую карьеру, после чего попал в молодежный состав «Амкара». Затем некоторое время выступал в коллективах ПФЛ. В сентябре 2021 года хавбек заключил контракт с клуб армянской Премьер-лиги «Ноа». Дебютировал в местной элите Филиппов 11 сентябре в поединке с «Нораванком» (1:1). В своей первой игре за команду полузащитник отметился голевой передачей на Максима Майровича на 90-й минуте.